# Jörgen Pettersson
Pour le député ålandais, voir Jörgen Pettersson (homme politique).
Pour les articles homonymes, voir Pettersson.
Jörgen Pettersson, né le 29 septembre 1975 à Lackalange (Suède), est un footballeur suédois, qui évoluait au poste d'attaquant en équipe de Suède.

## Carrière
Pettersson a marqué huit buts lors de ses vingt-sept sélections avec l'équipe de Suède entre 1995 et 2002.
En 2009, il prend une licence amateure dans le club du Häljarps IF, après avoir mis fin à sa carrière professionnelle en 2008 avec le Landskrona BoIS. 

### En club
- 1991-1995 : Malmö FF
- 1995-1999 : Mönchengladbach
- 1999-2002 : Kaiserslautern
- 2002-2004 : FC Copenhague
- 2004-2008 : Landskrona BoIS

### En équipe nationale
- 27 sélections et 8 buts avec l'équipe de Suède entre 1995 et 2002.

## Palmarès
FC Copenhague
- Champion du Danemark (2) : 2003, 2004
- Vainqueur de la Coupe du Danemark (1) : 2004